# ポートランド (メイン州)
ポートランド（Portland）は、アメリカ合衆国メイン州南西部に位置する港湾都市。ボストンの北北東約170kmに位置する。カンバーランド郡の郡庁所在地で、最大の都市である。人口は6万8408人（2020年）。ポートランド都市圏には州の総人口の4割にあたる約50万人が居住している。
ポートランドはメイン州の文化・社会・経済の中心地である。ニューイングランドではボストン港に次ぐ規模の海港を抱える同市は漁業と商業を主産業としている。また歴史的な街並みを残し、レストランやバーが集中する港沿いのオールド・ポート地区（Old Port）を中心とした観光業も盛んである。エリザベス岬に近いポートランド・ヘッドライト灯台も人気のある観光地となっている。一方、ポートランドのダウンタウンにはヘンリー・ワズワース・ロングフェローの生家をはじめとする博物館・美術館が建ち並び、市内には複数の大学がキャンパスを構え、メイン州で最大の公立学区を有するなど、文化都市としての側面も有している。
市内および周辺には緑が多く、市の別名をフォレスト・シティ（Forest City、森の街）という。市章は灰の中から飛び立つ不死鳥を表しており、市の標語Resurgam（ラテン語、「私は再び立ち上がる」の意味）と共に、4度にわたる大火から立ち上がったポートランドを意味している。
アメリカ西海岸のオレゴン州の大都市ポートランドの市名は、このメイン州のポートランドに由来している。

## 歴史
ポートランドは初めそこに住んでいた先住民族によってマチゴンヌ（Machigonne）と呼ばれていた。1632年にイギリスが漁業と貿易の植民地として植民開始し、カスコ（Casco）と名前を変えた。1658年に再度町の名前が変えられファルマス（Falmouth）となった。コングレス・ストリートの端がイースタン・プロムナードと交差する場所に碑が建っているが、これにはポートランドの4つの名前が記されている。
1675年、フィリップ王戦争の時にワンパノアグ族によって村は破壊し尽くされた。再建された村も数年後に同じ種族によって破壊された。1775年10月18日、アメリカ独立戦争の時にヘンリー・モワット船長指揮するイギリス艦隊の砲撃で、またもや村は破壊された。
独立戦争の後、ザ・ネック（The Neck）と呼ばれるファルマスの一地区が商業港として発展し、海運拠点として急速に成長した。1786年、ファルマスの市民がファルマス・ネックに別の町を造り、ポートランド（Portland）と名付けた。ポートランドの経済は1807年の通商禁止法（イギリスとの通商を禁じる法）と1812年の米英戦争で大きく阻害された。1820年にメイン州がマサチューセッツ州から分離独立する形でアメリカ合衆国の州に昇格し、ポートランドはその州都に選ばれた。この時までに通商禁止法と米英戦争は終わっており、ポートランドの経済も回復し始めた。1832年、州都はオーガスタに移された。
ポートランドは1851年のメイン法に関わる反対運動の中心となり、1855年6月2日のポートランド・ラム暴動で頂点に達した。
1866年7月4日、独立記念日の祭りの間に発した火が町の商業ビルの大半と教会の半分と数百の家を焼き尽くした。1万人以上の人の家が失われた。この大火の後、ポートランドは煉瓦で再建され、ビクトリア様式の外観を呈するようになった。市民は町のウエスタン・プロムナード沿いにビクトリア調の大きな邸宅を建て始めた。

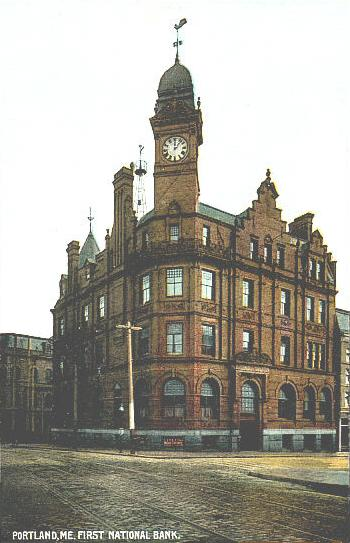
ファースト・ナショナル・バンク（1910年頃）

ポートランドの建築の質と様式は、この町で働いた19世紀に良く知られた建築家達の仕事を継承したことに大きく依存している。アレクサンダー・パリス (1780-1852)は1800年頃町に到着し、多くのフェデラル様式の建物を残してポートランドを去った。そのうちの幾つかは1866年の大火で失われた。チャールズ・A・アレクサンダー (1822-1882) はビクトリア様式の多くの邸宅の設計を行った。ヘンリー・ロー (1810-1870) はゴシック様式の小さな家が得意だった。ジョージ・M・ハーディング (1827-1910) はポートランドのオールドポートにある多くの商業ビルや華美な住居用ビルを設計した。世紀の変わり目には、フレデリック・A・トンプソン (1857-1906) がポートランドの多くの住居用ビルを設計した。
しかし、ウエスターン・プロムナード地区で断然影響力があり、また多作の建築家は、フランシス・ファセット (1823-1906) とジョン・カルヴィン・スティーブンス (1855-1940) であった。スティーブンスはメイン・ジェネラル・ビル（現在はメイン医療会館の一翼）やウィリストン・ウエスト教会、幾つかの学校や自宅の建築を依頼された。1880年代初期から1930年代にかけて、スティーブンスは彼の経歴の初期には人気があったクィーン・アン様式やロマネスク様式からミッション復古様式まで、広い範囲で仕事をしたが、シングル様式や植民地復古様式を始めたことで、特に良く知られるようになった。その作品はウエスタン・プロムナード地区に豊富にある。
ポートランドの再建時に人気のあったビクトリア様式の建築は、市の行政の一部に特に保存を強く推進する者がいて、状態も良く保存されている。1982年、この地区は国定歴史地区の指定を受けた。現代の生活意識調査では、アメリカでも最も住みやすい小都市の一つに挙げられている。
1970年代にサウス・ポートランドの郊外に屋内ショッピングセンターであるメイン・モールが造られ、ポートランドの中心街に大きな影響を与えた。百貨店や大手フランチャイズの店舗がそれまでのコングレス・ストリートやフリー・ストリートから近郊のモールに移転したり、廃業した。このことは町の特徴を守る上では恩恵となった（チェーンストアはあまり人気がない）が、多くの空き屋が目立つようにもなった。住民は中心部ではもはや手に入らない商品やサービスを町の外で求めるようになった。
1990年代半ばよりメイン芸術大学が周りから学生を集め、コングレス・ストリートの歴史ある港湾施設を主要な機能として回復させ、中心街の活性化に寄与してきた。この大学は、一時市の公立図書館として使われていたバクスター・ビルディングをコンピュータ開発室と撮影スタジオに変えて維持している。
ポートランドは現在建設ブームにある。ただし、1980年代の建設ブームよりも統率され保守的なものではある。近年、コングレス・ストリートには、メイン芸術大学の拡張や、オフィスビルの高級マンションへの転換に伴って、多くの店舗や飲食店が戻ってくるようになった。市の歴史あるベイサイド地区やムンジョイ・ヒル地区の麓にあるオーシャン・ゲートウェイの港湾近辺で急速な開発が行われつつある。

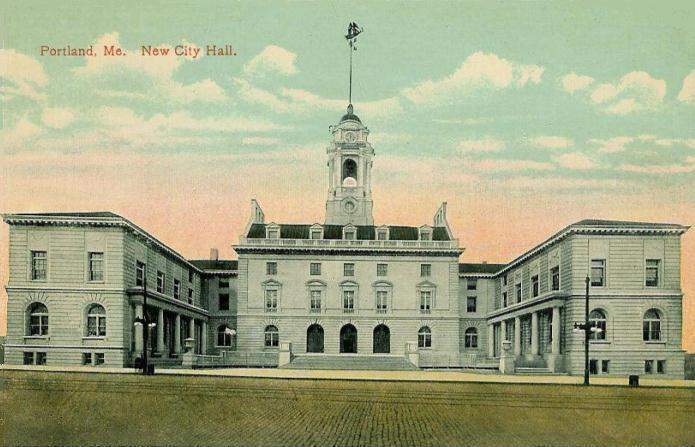
市庁舎（1910年頃）
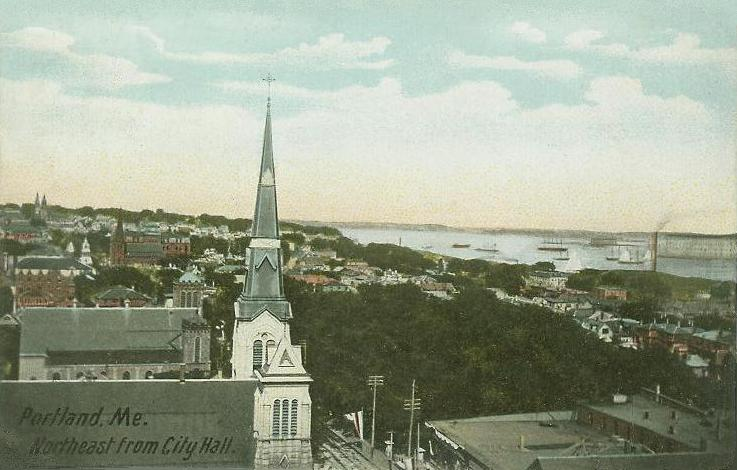
市庁舎（1910年頃）から北東を望む
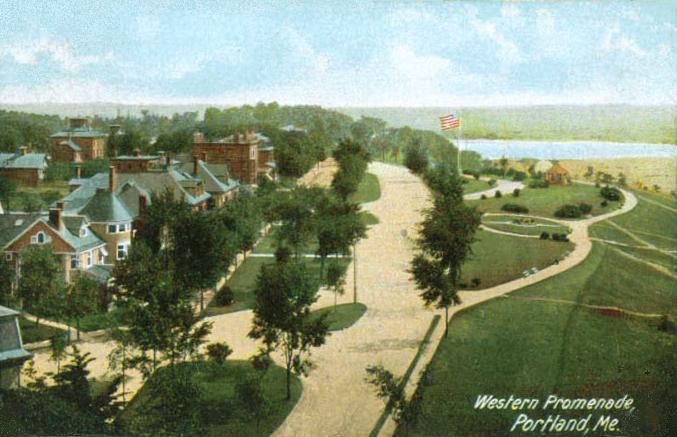
ウエスタン・プロムナード（1908年頃）
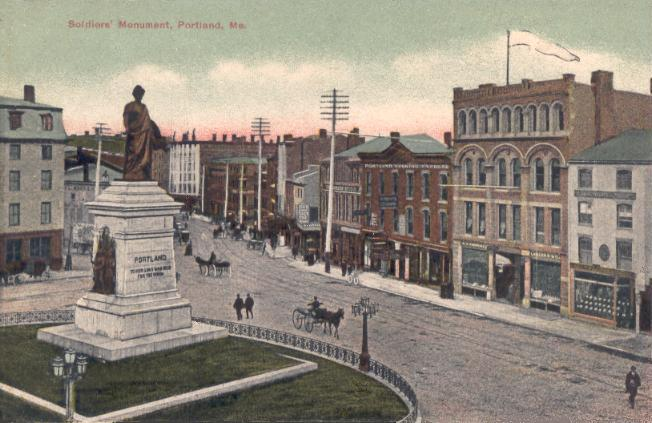
兵士の碑（1908年頃）
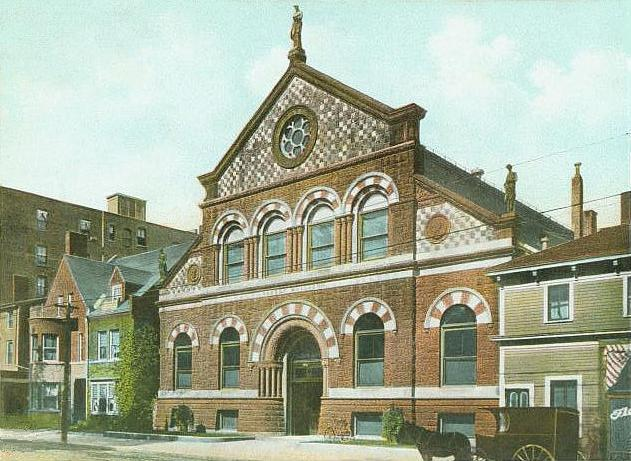
旧図書館(1905年頃）現在はバクスター・ビルディング
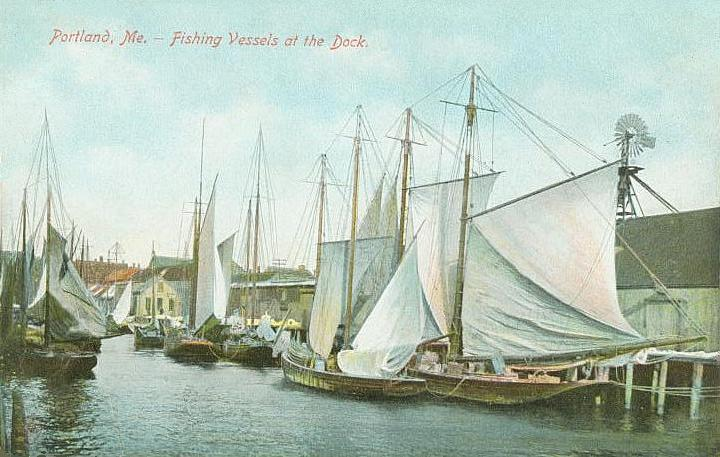
ポートランド港の漁船（1908年頃）
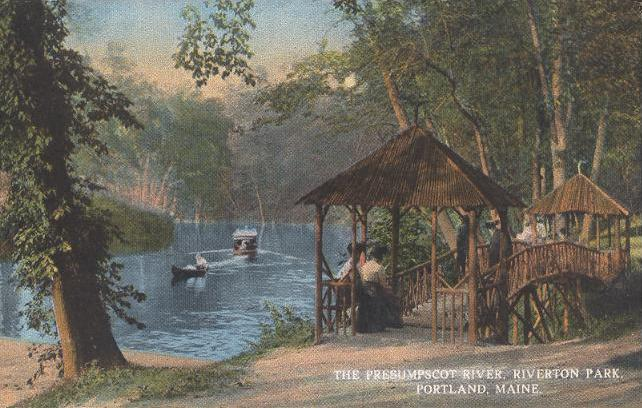
リバートン・パーク（1910年頃）

## ランキング
- アメリカで住みたい場所10傑の第6位（Relocate America、2007年）[8]
- 観光の目的地としたい場所の第12位（Frommer調査、2007年）[9]
- 起業家によって注目される町の第20位、（Inc. Magazine、2006年）
- アメリカで芸術的な町100傑の第7位、（The Countryman Press, 2005年4月）
- 「事業を行う為の合衆国の都市」の中規模部門で第15位。全25,000都市では第32位（Inc. Magazine、2005年5月）
- 「小さな事業の活力がある市場」の第1位。この研究はポートランドが全米の大都市圏よりも小規模事業に強く、小規模事業市場で注目を集めていることを示唆している。（American City Business Journals, 2005年1月）
- 「機能している都市」の第14位。雇用や給与の増加、ハイテク産業などを指標とした経済的活力の指数（Milken Institute, California, 2004年11月）

その他のランキングを含む全リストは、City of Portland Economic Development Centerで参照できる。

## 地理

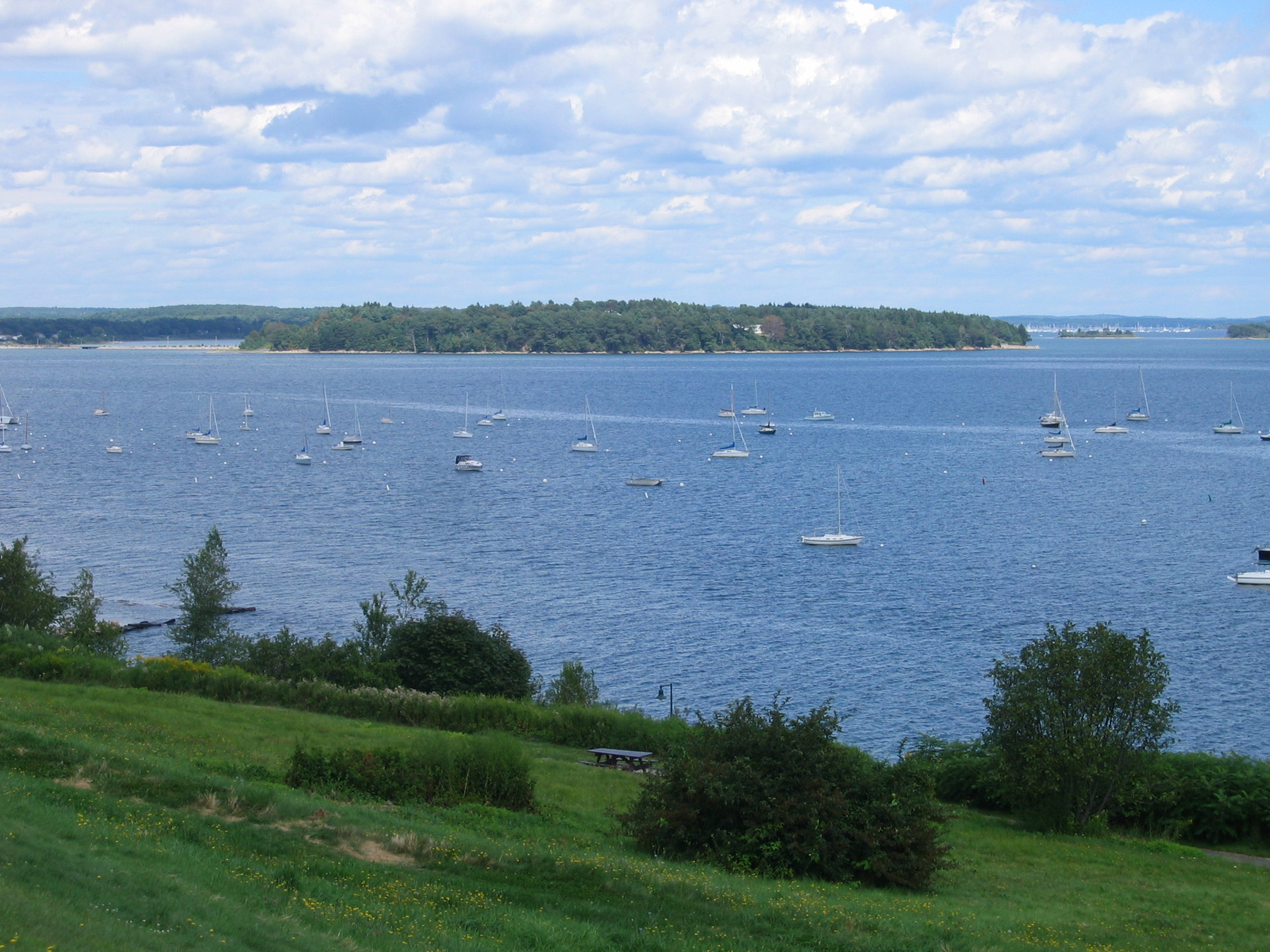
イースタン・プロムナード・パークよりキャスコ湾を望む

ポートランドは北緯43度40分2秒 西経70度12分26秒 / 北緯43.66722度 西経70.20722度に位置している。アメリカ合衆国統計局によると、ポートランド市は総面積136.2km²（52.6mi²）である。うち54.9km²（21.2mi²）が陸地で81.2km²（31.4mi²）が水域である。総面積の59.65%が水域となっている。 
ダウンタウンは大西洋のカスコ湾に突き出た小高い半島の上に形成されており、北西-南東方向、北東-南西方向それぞれ1km四方の範囲に収まっている。平坦な土地がほとんどなく、全体的に入り組んだ細い街路や坂道が多い。港の周辺はオールド・ポート地区と呼ばれており、ポートランドの一大観光名所となっている。ダウンタウンの北東のイースト・エンド地区やムンジョイ・ヒル地区、南西のウェスト・エンド地区は住宅地である。
ポートランドの気候は涼しい夏と寒さの厳しい冬に特徴付けられる。夏にはにわか雨に見舞われることが多い。冬には降雪も見られる。ケッペンの気候区分では亜寒帯湿潤気候（Dfb）に属する。以下の表はポートランドにおける月別の平均気温、および降水量をまとめたものである。
|               | 1月  | 2月  | 3月   | 4月  | 5月  | 6月  | 7月  | 8月  | 9月  | 10月 | 11月  | 12月  | 年      |
| ------------- | ---- | ---- | ----- | ---- | ---- | ---- | ---- | ---- | ---- | ---- | ----- | ----- | ------- |
| 平均気温（℃） | -5.6 | -4.4 | 0.6   | 6.1  | 11.7 | 17.2 | 20.6 | 19.4 | 15.0 | 9.4  | 3.9   | -2.8  | 7.8     |
| 降水量（mm）  | 94.0 | 83.8 | 101.6 | 99.1 | 91.4 | 78.7 | 73.7 | 73.7 | 81.3 | 91.4 | 127.0 | 109.2 | 1,104.9 |

### 地区
ポートランドはいくつかの地区で構成されているが、これは住民による認識であり、法律や行政による意味合いは無い。市に立っている標識も多くの場合、様々な近郷地域あるいは交差点（しばしばコーナーと呼ばれる）を表示している。近郷地域に関わる問題については、市の行政と連絡を取ることを自律的な責任とする地域連合と考える周縁の都市もある。
近郷の自治体は名前にディアリングが入っているものがある。これは1899年にポートランドが隣接するディアリングを併合したことによるもので、現在のポートランドの北部と東部は以前ディアリング市域であった。ディアリング高校は以前ディアリングの公立学校であったので、この名前が付いた。
| - イースタン・セメトリー - イースト・エンド - イースト・ディアリング - イースト・ベイサイド - ウエスト・エンド - ウッドフォーヅコーナー - オークデイル - オールド・ポート - クッシングズアイランド - グレート・ダイアモンド・アイランド - ケネディ・パーク - ストラウドウォーター - ダウンタウン | - ディアリング・センター - ノース・ディアリング - ハイランド - パークサイド - パークス・アイランド - ベイサイヅコーナー - ベイサイド - ムンジョイ・ヒル - モリルズコーナー - ランツコーナー - リバートン - リビータウン - ローズモント |  |

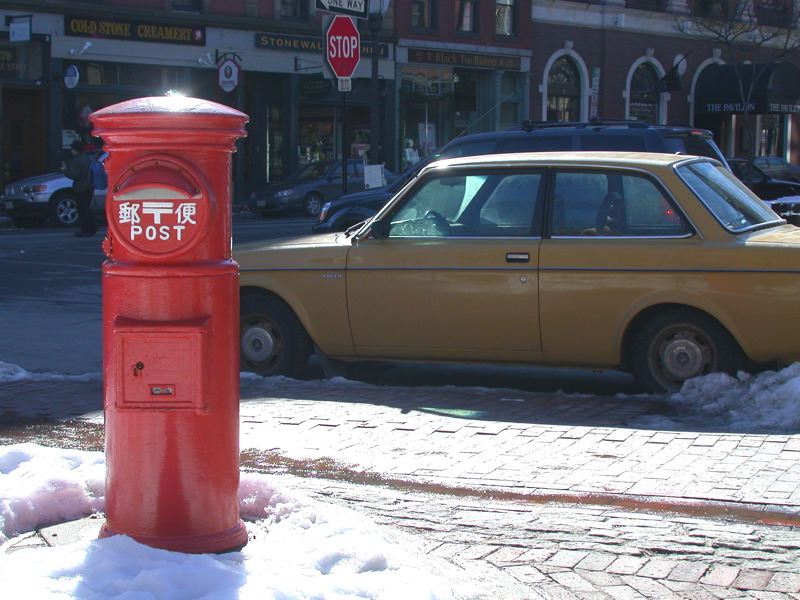
ダウンタウンの一角。品川区から寄贈された日本の郵便ポスト。
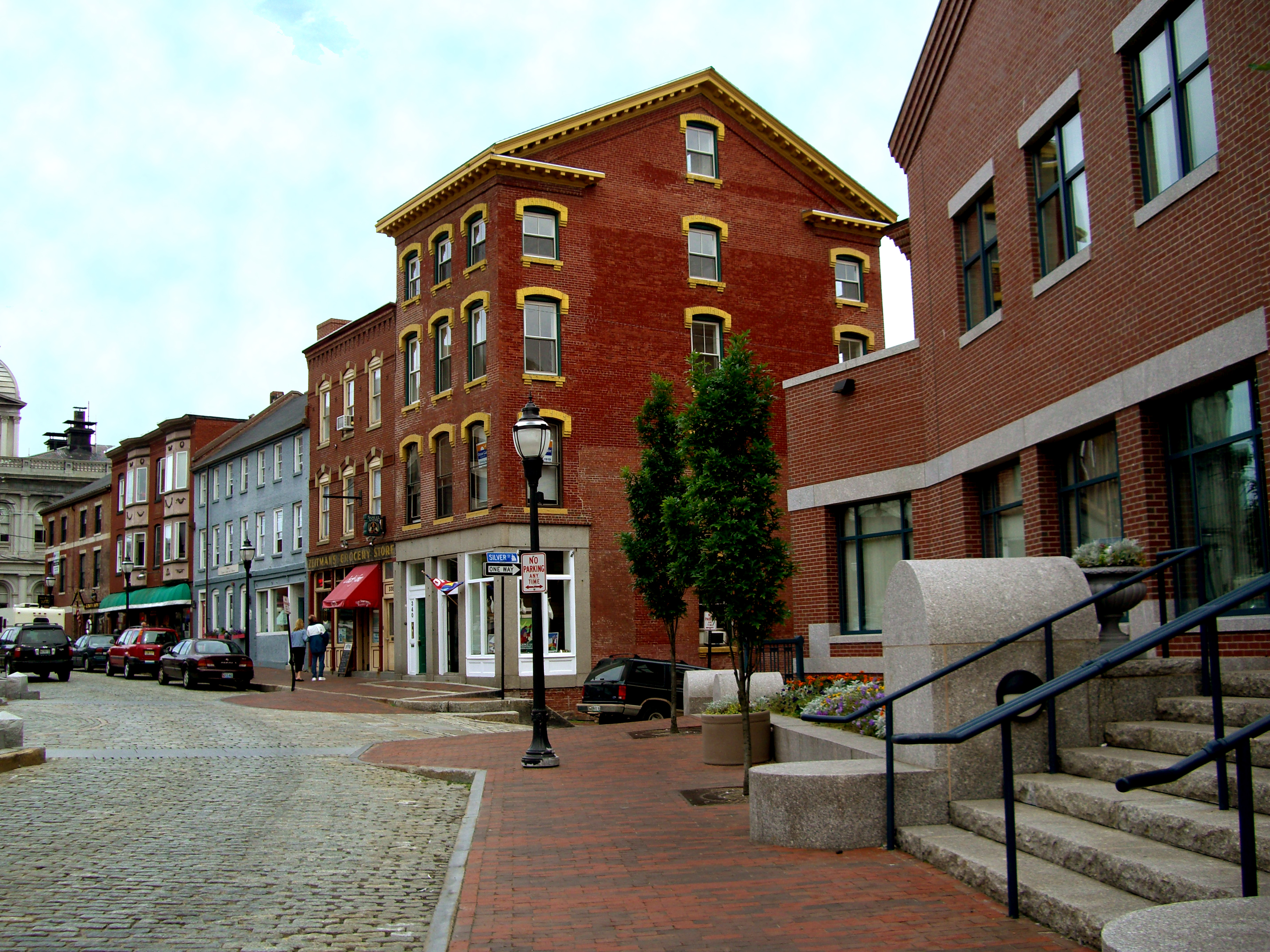
オールド・ポート地区の街並み
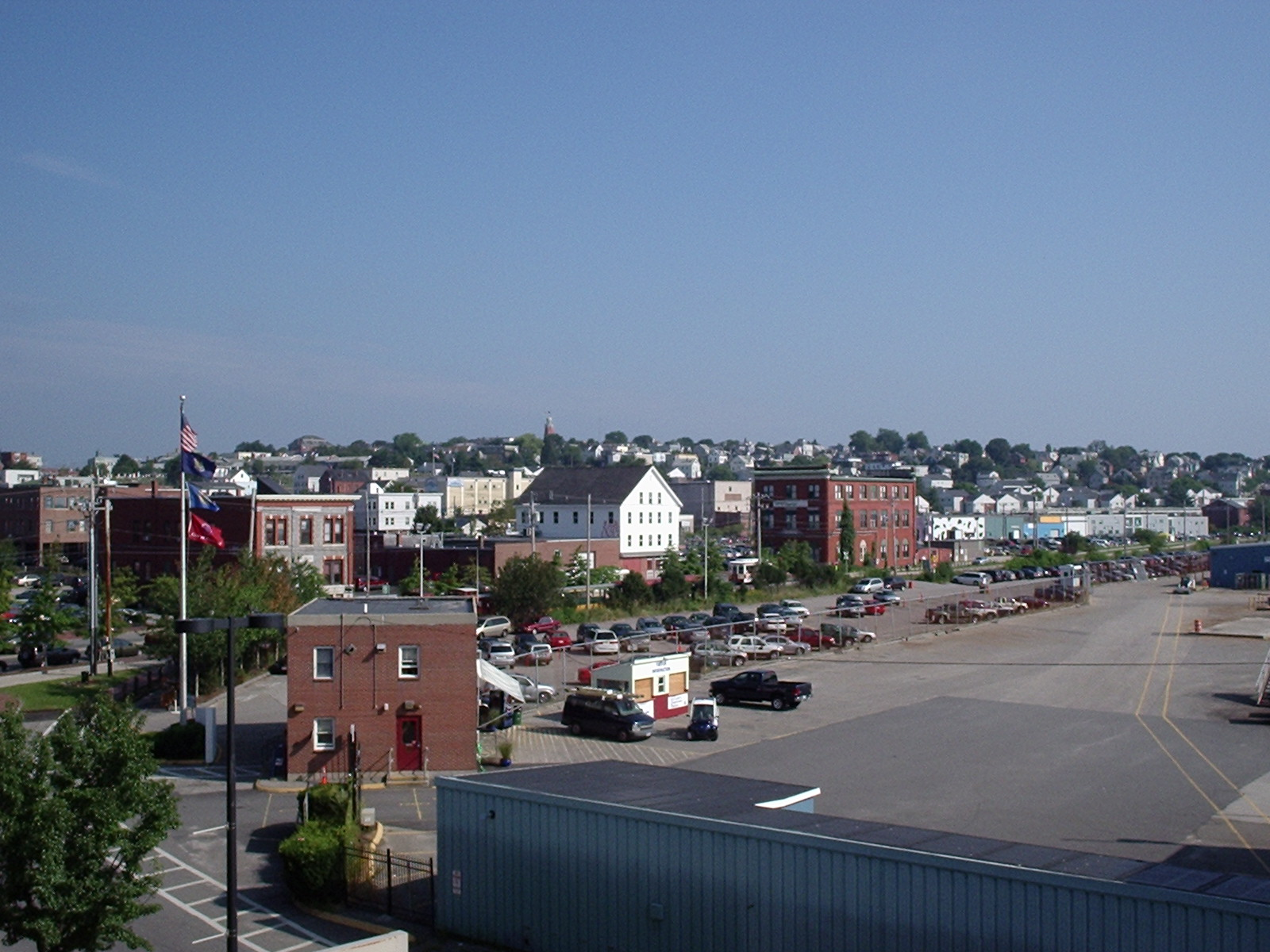
イースト・エンド地区
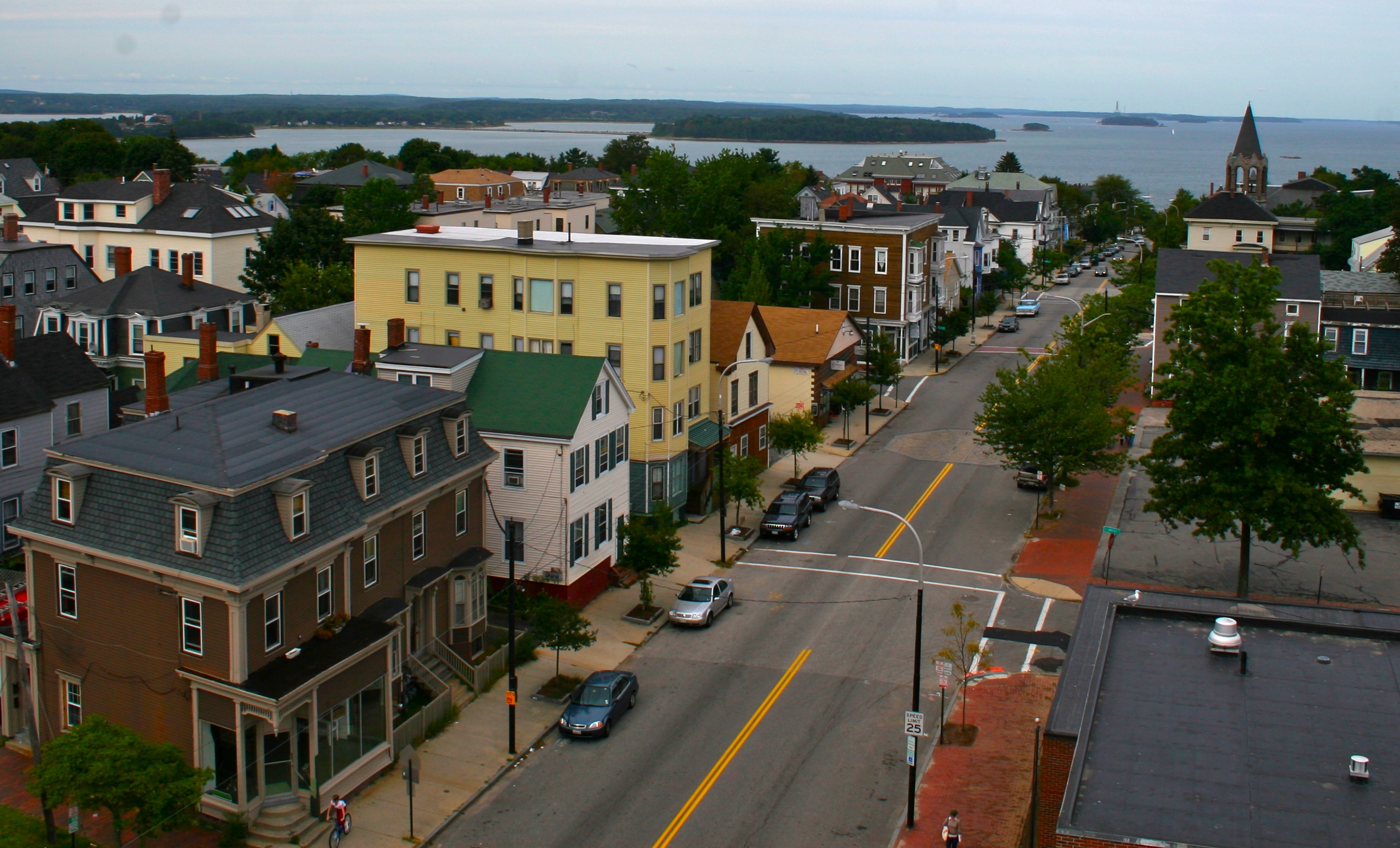
ムンジョイ・ヒル地区

### 著名な建築物

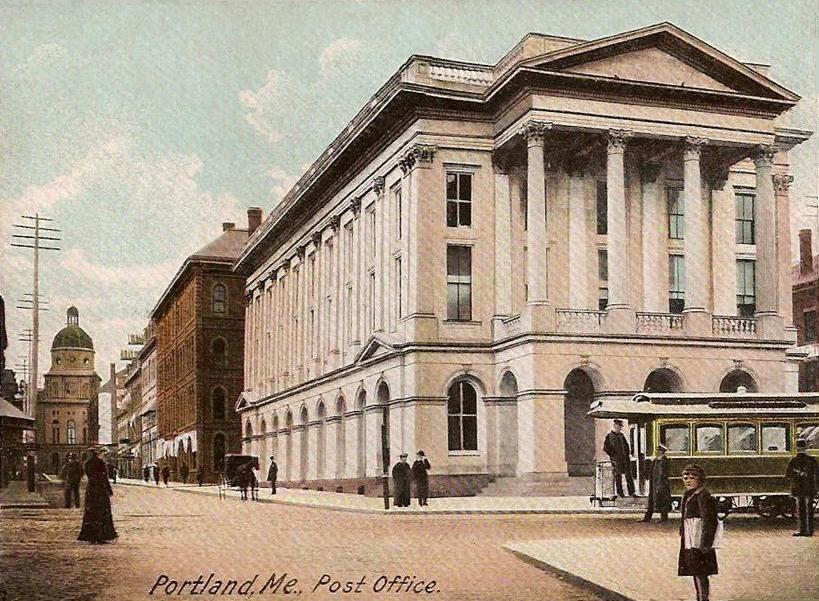
旧郵便局（1905年頃）

イマキュレットコンセプション教会大聖堂の尖塔は1854年の完成以来、ポートランドのスカイラインの顕著な特徴になっている。1859年、アンミ・B・ヤングがアメリカ合衆国財務省建築監督局による3つの地方工事の最初のものとして、海事病院を設計した。再開発でギリシャ復古調のイザイア・ロジャースによる1868年のポートランド郵便局は失われたが、1873年のアルフレッド・B・ミュレットによるイタリア調ポートランド税関はそれに等しい記念物的な建物である。その他の意義深い建物はコングレス・ストリート477にある14階建ての商業ビルで1924年に完成した。この建物の頂部にある電子表示板で何十年も時刻と温度を表示し続けてきたので、タイム&テンプラチュア・ビルディングとして知られている。
より最近の建築では17階建ての住居タワー、フランクリン・タワーで1969年の完成以来市内で一番高い建物となっている。1980年代の建築ブームで、幾つかの新しい建物が半島部に建てられた。イオ・ミン・ペイ設計事務所のヘンリー・R・コブによるポートランド美術館に建てた1983年のチャールズ・シンプソン・ペイソン・ビルディングや、1990年完成の15階建て住居ビル、バック・ベイ・タワーなどがある。

## 交通

### 空港
ポートランドの玄関口となる空港はダウンタウンの西約3kmに位置するポートランド国際ジェットポートである。旅客数はメイン州の空港では最大であり、大手航空会社のハブ空港への便がある。また航空貨物のフェデックス・エクスプレスの飛行機も発着する。

### 鉄道

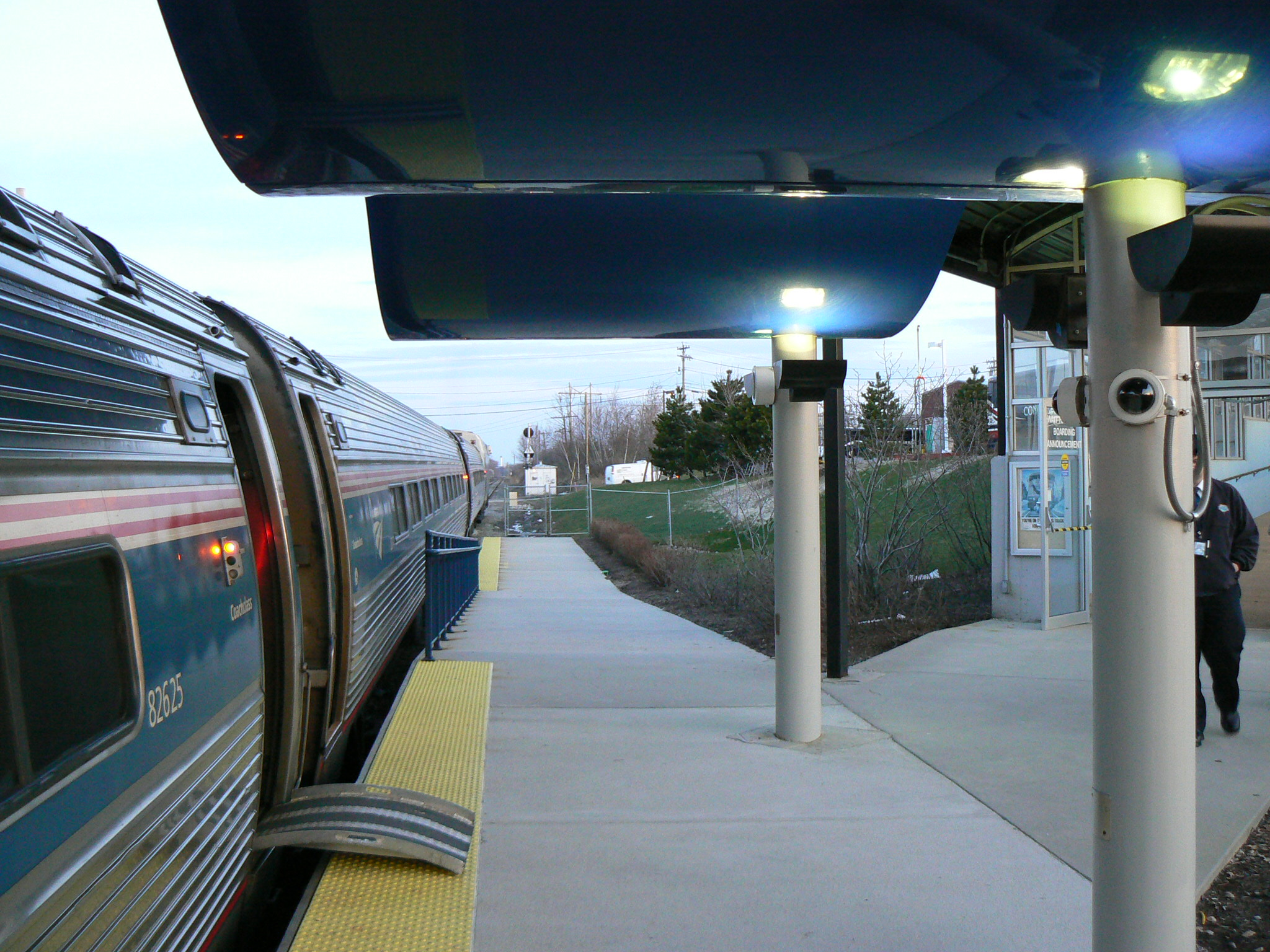
ポートランド駅

アムトラックの駅であるポートランド・トランスポーテーション・センターはトンプソンズ・ポイント・ロード100にある。ブランズウィックとボストン間の昼行中距離列車ダウンイースター号が1日5往復発着する。
ダウンイースター号は途中ニューハンプシャー大学の大学町ダーラムを通る。夏にはメイン州屈指のビーチリゾートであるオールドオーチャードビーチにも停車する。そのほか、メイン狭軌鉄道という観光用の列車も走っている。

### バス
市内の公共交通はバスによってまかなわれている。METROの路線バスはポートランド市内および周辺を広くカバーしている。ポートランド・エクスプローラー（Portland Explorer）は、市内各所の交通センターを結んでいる。

### 道路
ダウンタウンの北西を州間高速道路I-95の支線であるI-295が通っている。I-95本線はメイン・ターンパイクという有料道路になっており、ルートの関係上ポートランド市内を通らず、西側を南北に通っている。グレイハウンドと提携しているバーモント交通のバスはI-95およびI-295の上を通っている。ボストンとポートランドを結ぶ便が主力で、北へバンゴー、南へニューヨークへ通ずる便もある。

### フェリー
ポートランドからキャスコ湾に浮かぶ島々へはフェリーの便がある。また、ノバスコシア州南西端の港町ヤーマスへは高速船の便がある。2006年に就航したこの高速船はポートランドとヤーマスの間を約5時間で結んでいる。この高速船が就航する以前は、同区間は通常の船舶で約11時間かかっていた。

## 経済

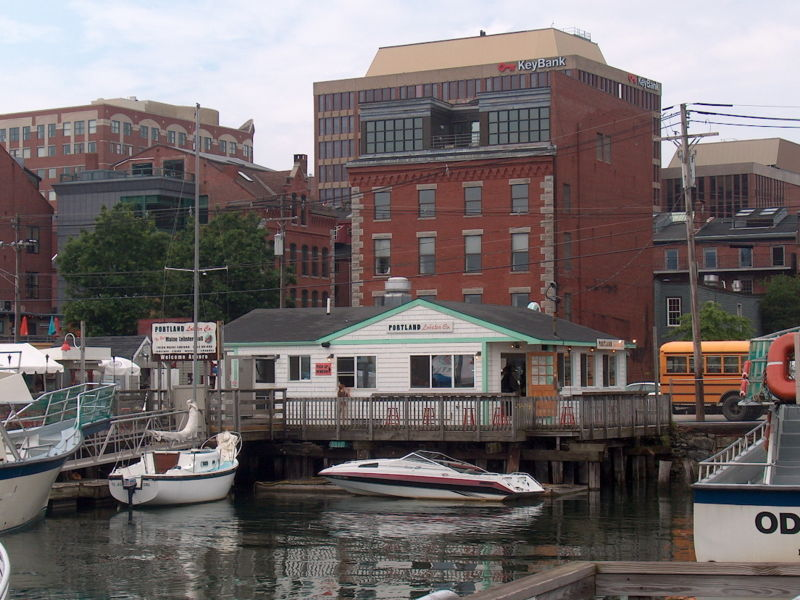
オールド・ポートとキー・バンク

メイン州最大の都市であり、州最大の海港を有し、ボストンにも近いことから、ポートランドはメイン州における経済の中心地である。ポートランドの経済は長い間漁業・農業・製造業に支えられてきたが、近年ではサービス業が台頭してきている。金融業のメイン州における支店のほとんどがポートランドにある。バンク・オブ・アメリカ、キー・バンク、フィデリティ・インベストメント、アンセム・ブルー・クロス&ブルー・シールド、およびイートナである。幾つかの著名な会社が本社機構あるいはその一部をポートランドに置いている。ユーナム、TDバンクノース、メイン・バンク&トラスト、イミュセル・コープ、パイオニア・テレフォンである。ポートランド大都市圏に影響のある著名な会社は近郊のサウスポートランド、ウエストブルックとスカボローにもある。また、観光業もポートランドの経済を支える重要な産業になってきている。
ポートランドは合衆国や州の平均と比べ失業率が低い。また、ポートランドとその周辺ではメイン州の他の地域に比べ平均収入が高い。そのため治安も良く、2006年のモーガン・クイットノー社の調査では、ポートランド都市圏は全米で23番目に安全な都市圏であると発表された。
ポートランド港はメイン州のみならず全米でも有数の港湾である。アメリカ陸軍工兵司令部による2005年の報告では、ポートランド港は全米最大の輸入貨物取扱港であると発表された。総貨物取扱量で見ても、ポートランド港はニューイングランドで最大、全米でも第25位であった。特に重要な貨物は原油で、その取扱量は東海岸最大である。都市の人口規模の割に貨物の取引量が多い理由の1つには、ポートランドとモントリオールを結ぶパイプラインの存在が挙げられる。

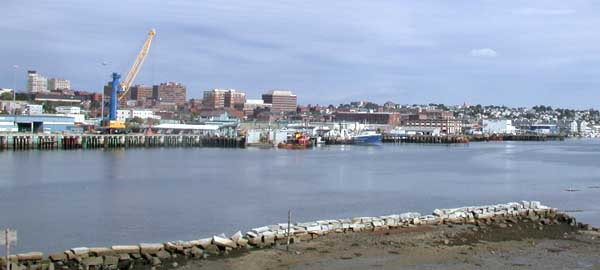
ポートランド港

## 教育
南メイン大学はポートランドと隣接するゴーラム町にキャンパスを構えている。ポートランドキャンパスには校舎のみが置かれ、大学寮やスポーツ施設はゴーラム側にある。州中央部、バンゴー近郊のオロノに本部キャンパスを構えるメイン大学はポートランドにロー・スクールを置いている。メイン大学ロー・スクールは州で唯一のロー･スクールである。ニューイングランド大学の保健学部はポートランドのディアリング地区にあるウェストブルック・カレッジ・キャンパスに設置されている。ダウンタウンに5棟の校舎を有するメイン芸術大学は、1882年に創立されたメイン州最古の芸術系大学である。
ポートランドのK-12課程を支えるポートランド公立学区は小学校11校、中学校3校、普通高校3校、および芸術・技術系の専門高校を有している。このほか、ポートランドには私立の高校が3校ある。

## 文化

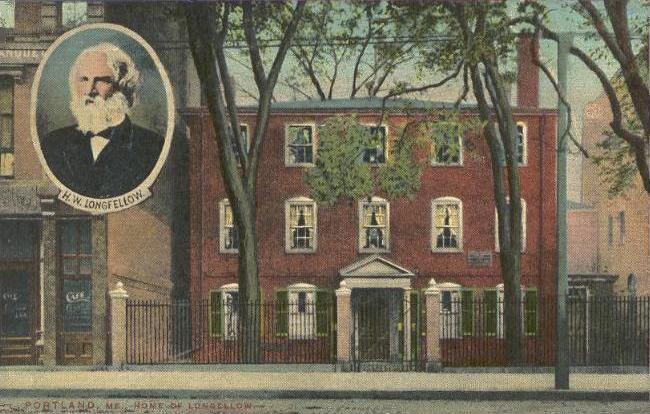
ワーズワース・ロングフェロー・ハウス（1910年頃）

### 名所
ポートランドはヘンリー・ワズワース・ロングフェローを生んだ町である。ポートランドのダウンタウンにはロングフェローの生家が残っている。ロングフェローの生家は1786年に建てられた、ポートランドに現存する最古の建物である。1901年に最後の住人であったロングフェローの妹、アン・ロングフェロー・ピアースが死去した後、家と多くの家具はメイン歴史協会に寄贈された。現在では夏の期間中だけメイン歴史協会の運営する博物館として一般に公開されている。
ロングフェローの生家のほかにも、ダウンタウン芸術地区、特にコングレス・ストリート周辺にはポートランド美術館、ポートランド・ステージ・カンパニー、メイン芸術大学、メイン子供博物館、SPACEギャラリー、 メリル・オーディトリアムおよびポートランド交響楽団などの他に小さな画廊やスタジオが集まっている。

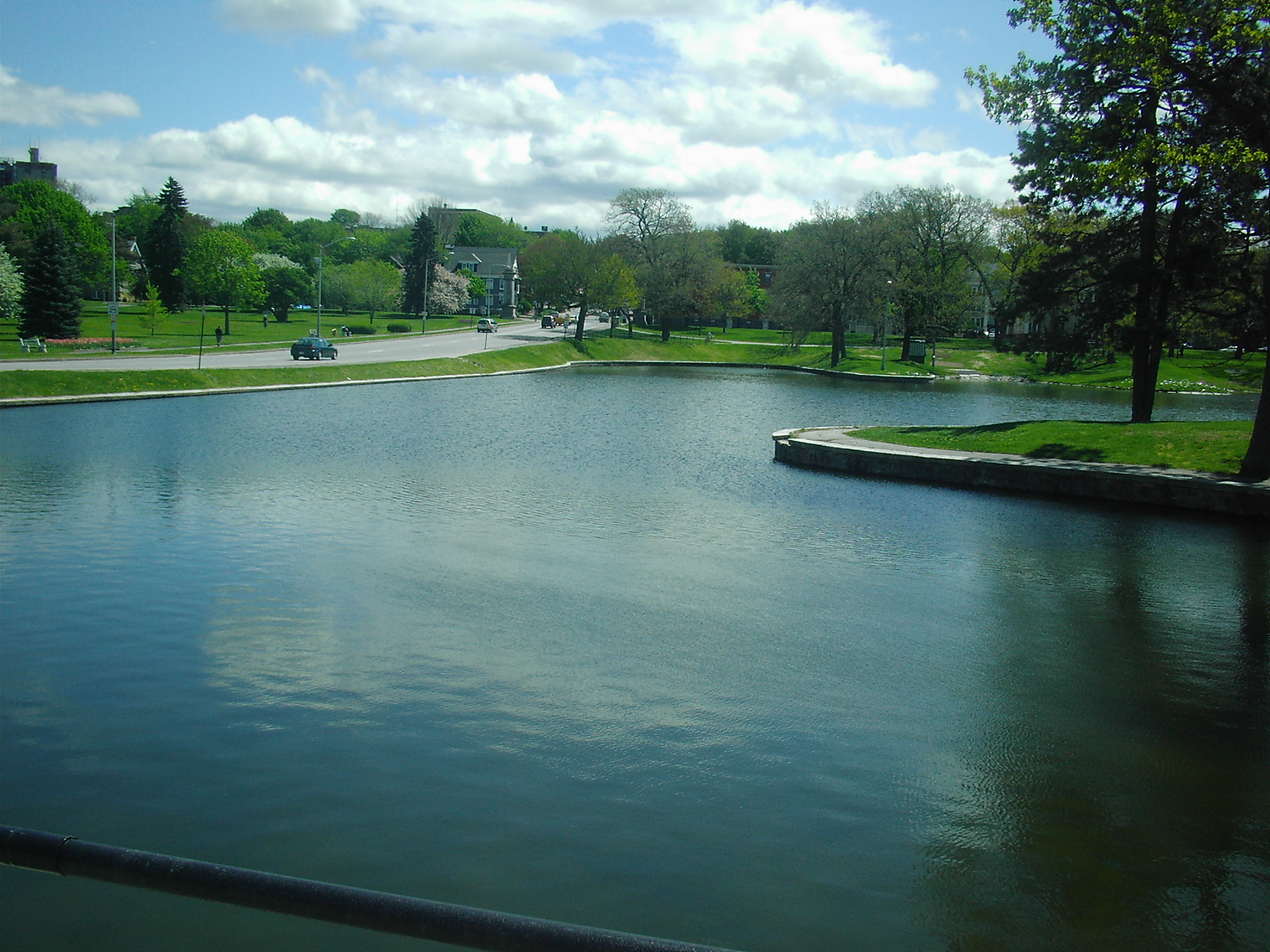
ディアリング・オークス・パーク

バック・コーブ辺りのバクスター・ブールバール、ディアリング・オークス・パーク、イースタン・プロムナード、リンカーン・パーク、およびウエスタン・プロムナードはすべて市内の歴史的公園である。他の公園や自然の空間としては、ペイソン・パーク、ポーストオフィス・パーク、バクスターの森、エバーグリーン・セメトリー、およびフォア川サンクチュアリーがある。NPOのポートランド・トレイルズが市中や終演部のウォーキングやハイキングの道をネットワーク化して維持・拡張をしている。
ダウンタウンの北東に近接するムンジョイ・ヒル地区には、現存するものの中では全米最古の海事信号塔であるポートランド展望台がある。ポートランド港の周囲には島が多数あるため、1807年に標高の高いこの地区に塔を立てることで地上から船舶の入港を見えるようにしたのである。同時に、海上からはこの塔がポートランドの目印になった。1812年の米英戦争においては、この塔は見張り台として使われていた。現在ではグレーター・ポートランド・ランドマークスという非営利組織がこの塔を管理しており、夏の期間中だけ一般に公開している。

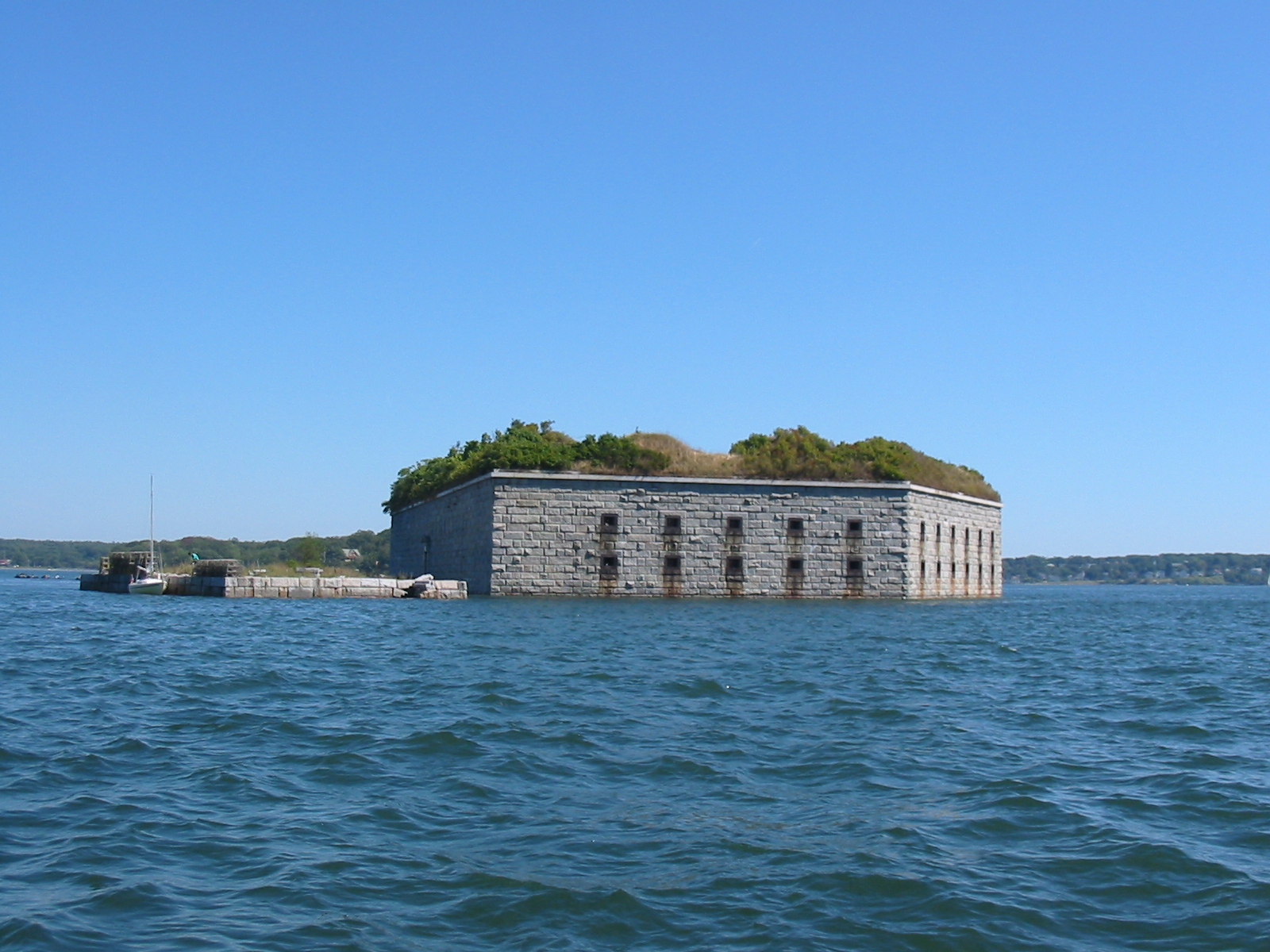
ゴーグス砦

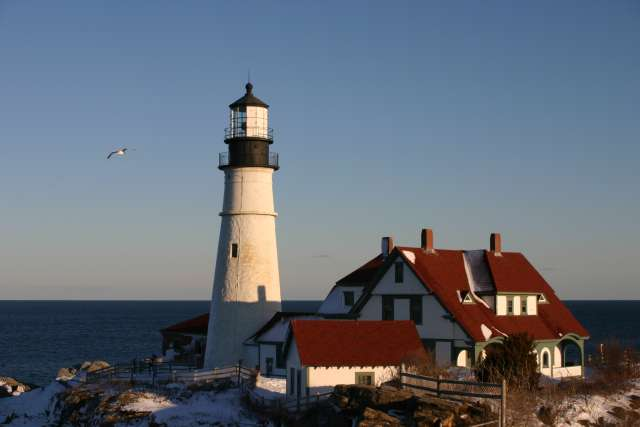
ポートランド・ヘッドライト灯台

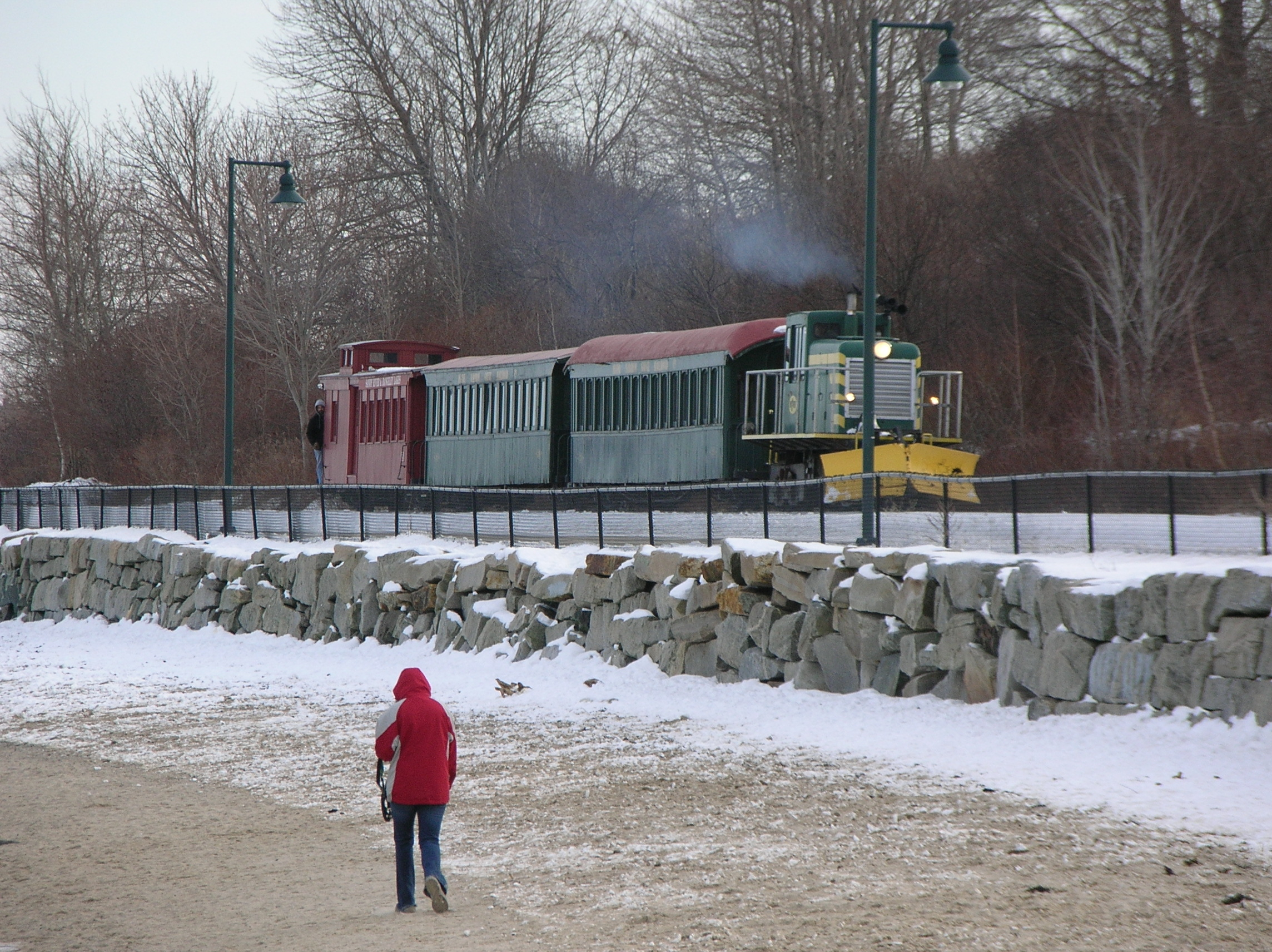
メイン・ナローゲージ鉄道博物館

ポートランド港からは、カスコ湾に浮かぶ島々へのフェリーの便が出ている。そのうちの1つ、ポートランド港の入り口にあたる位置にあるホッグ島（Hog Island）には、1865年に建てられたゴーグス砦が残っている。もともとこの砦は米英戦争のときに建設が提案されたが、アメリカ合衆国議会が1857年まで建設予算を承認しなかったため、実際に建設が始まったのは1858年のことであった。砦は第二次世界大戦の際にも潜水艦用の魚雷庫として使用されていた。1960年に砦は国の史跡に指定された。ただし、砦の内部の損傷が著しいため負傷する見学者も多数おり、危険であるとされ、観光名所とはなっていない。
ポートランド南隣のケープエリザベス町にはポートランド・ヘッドライト灯台が建っている。この灯台は1787年にジョージ・ワシントンの命令で建設が始まり、1791年に完成した。現在では年間100万人近い観光客を集めるポートランド屈指の観光名所となっている。ケープエリザベスより南には、オールドオーチャードビーチなど夏のビーチリゾートが連なっている。
その他の名所としては、次のようなものが挙げられる。
- カスコ・ベイ諸島、カスコ・ベイ海岸線
- カンバーランド郡シビックセンター、ポートランド・パイレーツのホーム
- イーストランド・パーク・ホテル
- イースト・エンド海岸
- エクスチェンジ・ストリート（オールド・ポート地区）
- ハドロック・フィールド、ポートランド・シードッグスのホーム
- ロングフェロー植物園
- メイン・モール
- メイン・ナローゲージ鉄道博物館
- マーチンズ・ポイント
- オールドポート・エクスチェンジ
- ザ・ポートランド・クラブ
- ポートランド音楽学校
- ポートランド・ファイナンシャル・ディストリクト
- 南メイン大学
- ビクトリア様式邸宅 (Morse-Libby House)

### メディア
ポートランドには放送局、出版社、広告宣伝社、ウェブ設計者および商業写真スタジオが集中している。

#### 新聞・雑誌
- ポートランド・プレス・ヘラルド: 日刊紙（日曜を除く）
- メイン・サンデー・テレグラム: 日曜紙
- ザ・メイン・SWITCH: 無料週刊誌
- ポートランド・フェニックス: 週刊紙
- ポートランド{STYLE}: 季刊誌
- ザ・ポートランド・フォアキャスター: コミュニティ誌
- realitytimes.com
- The Bollard
- The West End News
- ザ・ブルー・ルーム
- ザ・ムンジョイ・ヒル・オブザーバー
- ザ・ベイサイダー
- ザ・ウォーターフロント
- The Companion

#### 放送
- ラジオ局
  - 94.9 WHOM (Light Rock)
  - 97.9 WJBQ (Top 40)
  - 98.9 WCLZ (Adult Album Alternative)
  - 102.9 WBLM (Classic Rock)
  - 94.3 WCYY/93.9 WCYY (Simulcast - Alternative Rock)
  - WMPG: 非商業ラジオ局
- テレビ局
  - WCSH 6 (NBC)
  - WMTW 8 (ABC)
  - WGME 13 (CBS)
  - WPFO 23 (Fox Broadcasting)
  - WPME 35 (MyNetworkTV)
  - WPXT 51 (The CW Television Network)

### スポーツとレクリエーション

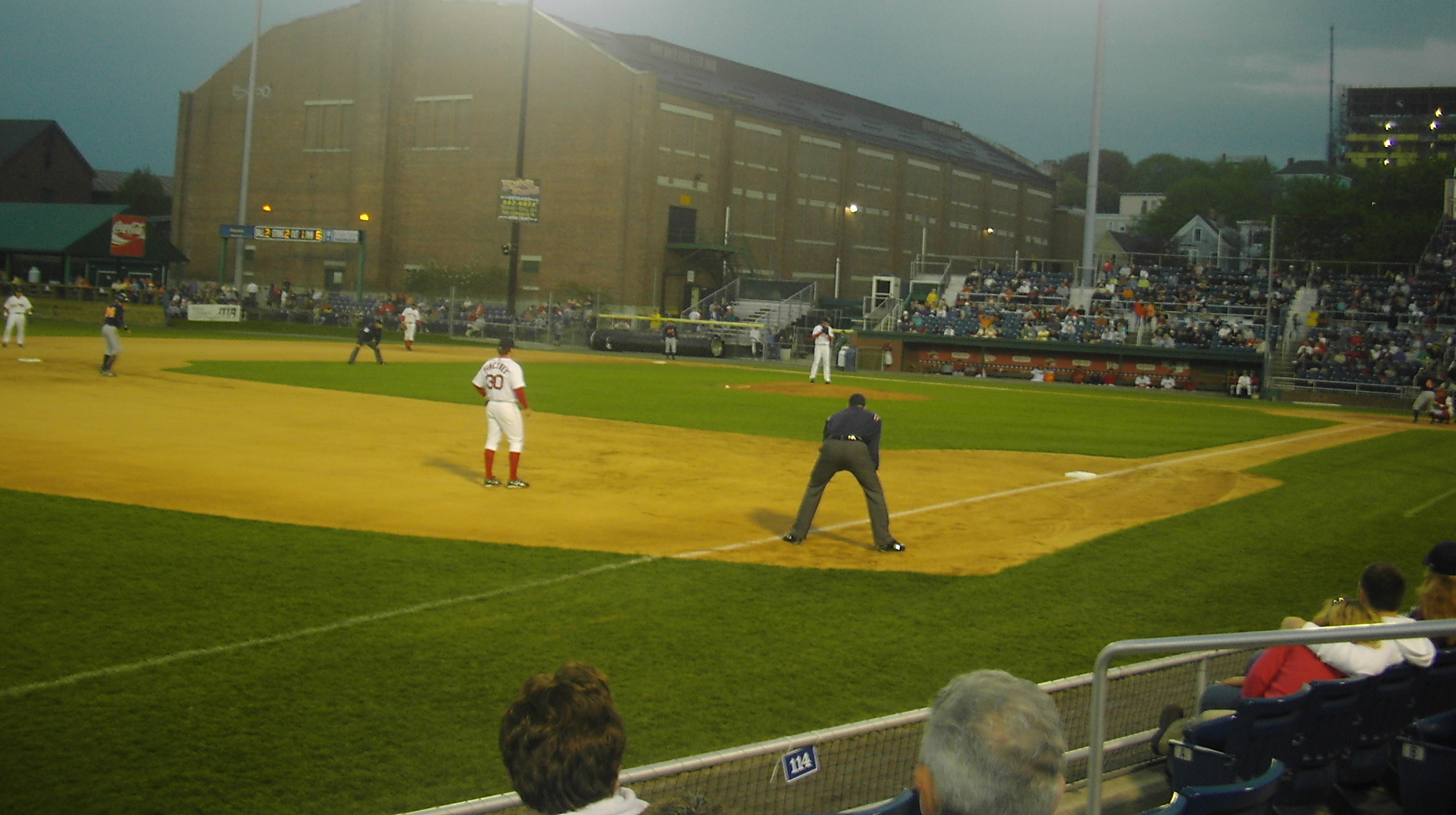
ポートランド・シードッグス。背景はポートランド・エクスポジション・ビルディング（2007年5月）

- 野球: ポートランド・シードッグス、AA、ボストン・レッドソックス傘下、球場はハドロック・フィールド
- アイスホッケー: ポートランド・パイレーツ、AHL、アナハイム・ダックス傘下、ホームはカンバーランド郡シビックセンター

ポートランド・スポーツ複合施設はパーク・アベニューとブライトン・アベニューの近くにあり、州間高速道路I-295とディアリング・オークス・パークにも近い。次の施設がある。
- ハドロック・フィールド:野球場、収容人数7,368人
- フィッツパトリック・スタジアム:フットボール、サッカー、ラクロス、ホッケー、陸上競技、収容人数6,000席
- ポートランド・エクスポジション・ビルディング:バスケットボール、屋内トラック、コンサート、展示場、収容人数2,000席
- ポートランド・アイス・アリーナ:アイスホッケー、フィギュアスケート、収容人数400席

ゴルフコースは11カ所、124のテニスコート、95の運動場もある。また100マイル（160km）の長さの自然歩道もある。

### 食文化

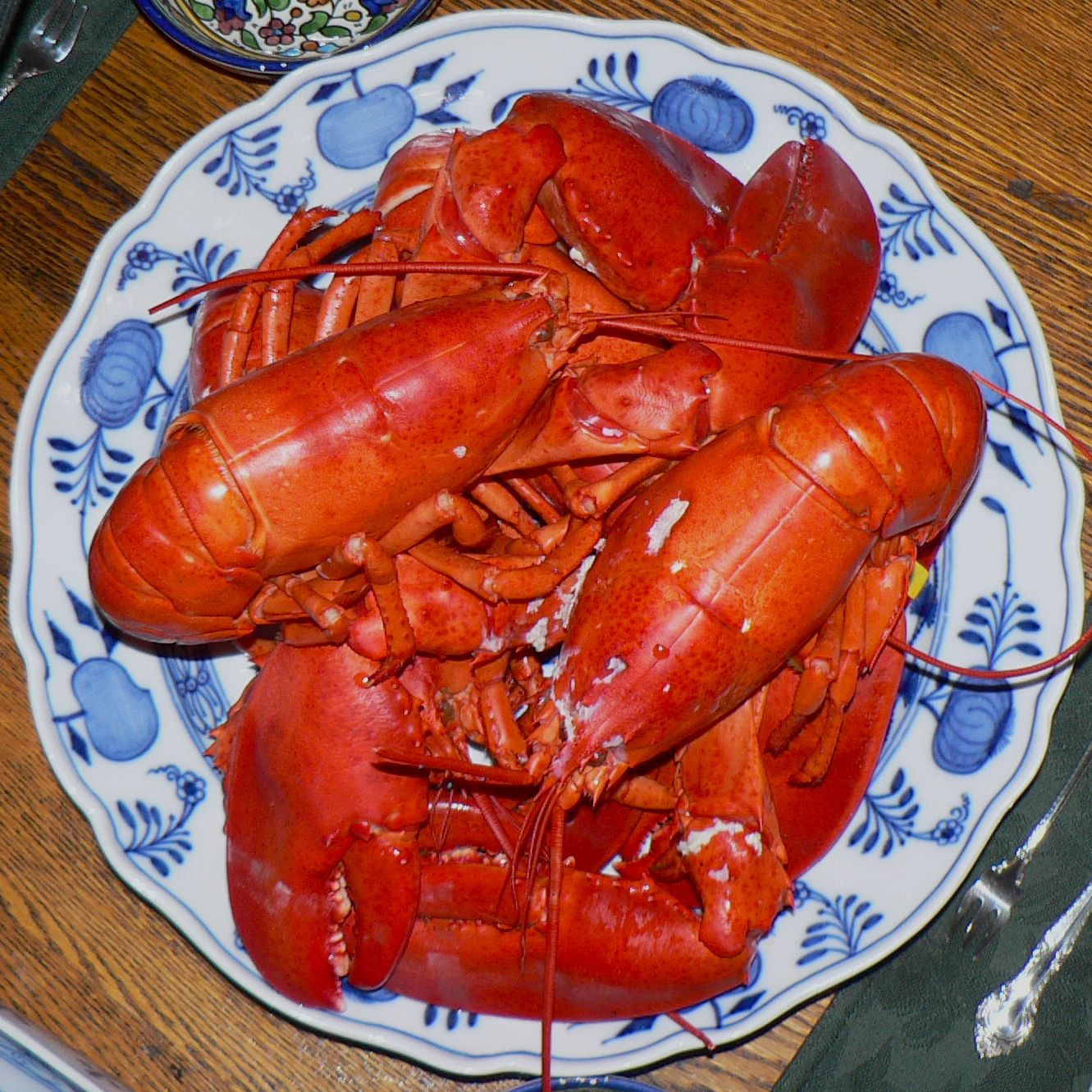
メイン州名物のロブスター料理

市の中心街とオールドポート地区には飲食店が集中しており、半島の他の場所や周辺にも多くある。人口あたりのレストランとバーの数は全米でもトップクラスだという。メイン州レストラン協会によると、ポートランドには約230軒のレストランがある。
ポートランドはレストランなどの質でも高い評判がある。2007年春、ポートランドは2007年フード・ネットワーク賞で、「年間・美味しい目的地」の決勝まで残った。多くの土地のシェフ達が過去数年で国民的評価を得てきた。 
ポートランドには多くの地ビールメーカーや工場直営パブがある。D. L.ギアリー・ブリューイング・カンパニーやグリッティ・マクダフズ・ブリューイング・カンパニー、シップヤード・ブリューイング・カンパニー、キャスコベイ・ブリューイング・カンパニー、アラガシュ・ブリューイング・カンパニーである。
ポートランドは「イタリアン・サンドイッチ」の発祥地である。元祖はアマトーズ・デリカテッサンだということである。
しかし、何と言ってもポートランドの食文化を代表するものはメイン州名物のロブスター料理やニューイングランド名物のクラムチャウダーをはじめとした魚介料理である。オールド・ポート地区にはシーフードレストランが建ち並び、ロブスターをゆでたり、揚げたり、パスタの具にしたりといった料理が出されている。港の側にある日本料理店「サッポロ」では、「メイン・ロール」と称して、ロブスターを用いた巻き寿司を出している。

## 公共施設

### 病院
メイン医療会館はメイン州で最大の病院であり、現在もその領域とサービスを拡大し続けている。宗教的奉仕活動のマーシー病院はメイン州で4番目に大きな病院であり、2006年遅くにフォア川沿いに新しく拡張工事を始めた。この工事は幾つかの段階を経て行われる予定であり、第1段階は2008年の完成を予定している。
市中にある2つの独立した病院は異なるやり方で使われている。元ブライトン医療会館はメイン医療会館の所有になり、ブライトン・ファーストケアの名前で救急医療室や治療室を備えている。元ポートランドジェネラル病院は現在バーロン・センターとなり看護施設となっている。

## 著名な住人・出身者

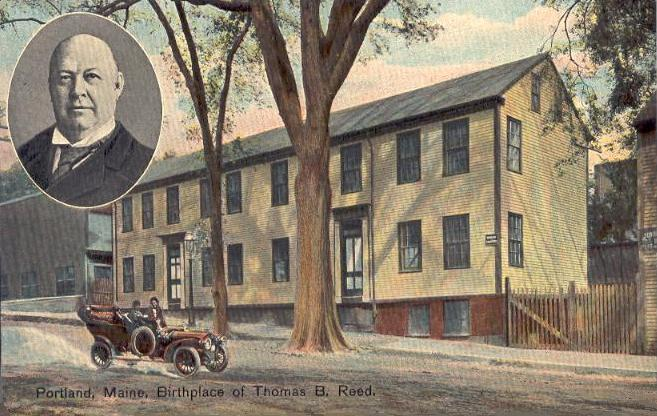
トマス・ブラケット・リードの生家（1915年頃）

- エドビル・ゲアハルト・アボット(1871-1938) - 外科医
- ジェイムズ・アルデン・ジュニア - 元アメリカ合衆国海軍の副提督[17]
- ケビン・イーストマン - ティーンエイジ・ミュータント・ニンジャ・タートルズの共同制作者
- ジョン・イーダー - 政治家、緑の党の組織者
- ジョナサン・ウッドウォード - 俳優
- クリストファー・ダニエル・バーンズ - 俳優、声優
- ハウイー・カー - ラジオ・パーソナリティ
- シラス・カーティス - 出版者、慈善家
- ニック・カーナー・メドリー - バスケットボール選手
- スティーヴン・キング - 作家
- イアン・クロッカー - シドニー、アテネオリンピックの競泳選手
- チャールズ・コドマン - 初期アメリカの画家
- ダニエル・リー・ジェイムズ - 旅行記作家
- スチュアート・サンダース・スミス - 編曲者、パーカッション奏者
- リヴ・タイラー - 女優

- アナ・ケンドリック - 女優

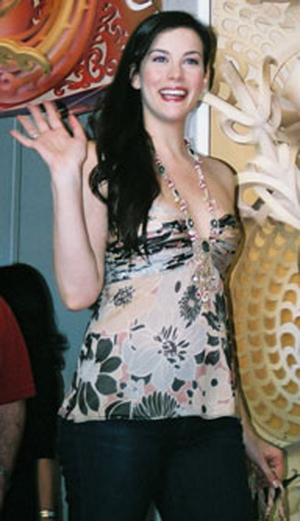
リヴ・タイラー

- ジョシュア・チェンバレン - 南北戦争の英雄、知事
- パトリック・デンプシー - 俳優
- ニール・S・ドー - ポートランド市長、北軍の将軍、テンペランス運動の指導者
- ジョン・ニール - 著作家、評論家
- ジャド・ネルソン - 俳優
- B.E.ハート - 漫画家、画家
- ジェレミア・ハッカー - ジャーナリスト
- アレクサンダー・パリス - 建築家
- ベイブ・ビュエル - モデル、女優、音楽家
- フランク・フィクスアリス - スポーツキャスター
- ウィリアム・フェッセンデン - 上院議員、財務長官
- ジョン・フォード - 映画監督
- リンカーン・ペイアース - 漫画家
- フレッチャー・ヘイル - 下院議員
- ジョーン・ベノイト - オリンピックのマラソン選手
- クイントン・ポーター - NFLのクォーターバック
- アンドレア・マーチン - 女優
- ボブ・マーレー - コメディアン
- ジョン・マックベーン - ニュース通信員
- ジョージ・J・ミッチェル - 上院多数党院内総務
- ホルマン・S・メルチャー - 市長、南北戦争の英雄
- エドワード・S・モース - 動物学者・大森貝塚発掘者
- ダグ・モートン - 音楽家・プロデューサー
- リンダ・ラビン - 女優
- トマス・ブラケット・リード - 下院議長
- ジョン・リンチ - 下院議員
- ボブ・ルドビッヒ - グラミー賞を受賞した音響技術者
- ビクトリア・ローウェル - 女優
- ヘンリー・ワズワース・ロングフェロー - 詩人
- アレクサンダー・ワズワース・ロングフェロー・ジュニア - 建築家
- ペレグ・ワズワース - 独立戦争の将軍

## ポートランドを舞台にした映画
- 天使の贈りもの(The Preacher's Wife)
- 顔のない天使(The Man Without a Face)
- メッセージ・イン・ア・ボトル(Message in a Bottle)
- 痩せゆく男(Thinner)
- ショーシャンクの空に(The Shawshank Redemption)
- 1日の英雄(Hero for a Day)

## 人口動態
以下は2000年の国勢調査による人口統計データである。
基礎データ
- 人口: 64,250人
- 世帯数: 29,714世帯
- 家族数: 13,549家族
- 人口密度: 1,169.6人/km²（3,029.2人/mi²）
- 住居数: 31,862軒
- 住居密度: 580.0軒/km²（1,502.2軒/mi²）

人種別人口構成
- 白人: 91.27%
- アフリカン・アメリカン: 2.59%
- ネイティブ・アメリカン: 0.47%
- アジア人: 3.08%
- 太平洋諸島系: 0.06%
- その他の人種: 0.67%
- 混血: 1.86%
- ヒスパニック・ラテン系: 1.52%

年齢別人口構成
- 18歳未満: 18.8%
- 18-24歳: 10.7%
- 25-44歳: 36.1%
- 45-64歳: 20.6%
- 65歳以上: 13.9%
- 年齢の中央値: 36歳
- 性比（女性100人あたり男性の人口）
  - 総人口: 91.8
  - 18歳以上: 89.0

世帯と家族（対世帯数）
- 18歳未満の子供がいる: 21.4%
- 結婚・同居している夫婦: 32.1%
- 未婚・離婚・死別女性が世帯主: 10.5%
- 非家族世帯: 54.4%
- 単身世帯: 40.1%
- 65歳以上の老人1人暮らし: 11.5%
- 平均構成人数
  - 世帯: 2.08人
  - 家族: 2.89人

収入と家計
- 収入の中央値
  - 世帯: 35,650米ドル
  - 家族: 48,763米ドル
  - 性別
    - 男性: 31,828米ドル
    - 女性: 27,173米ドル
- 人口1人あたり収入: 12,698米ドル
- 貧困線以下
  - 対人口: 34.1%
  - 対家族数: 21.7%
  - 18歳未満: 40.0%
  - 65歳以上: 21.9%

## 姉妹都市
- 品川区（日本・東京都）[18]
- アルハンゲリスク（ロシア）[18]
- カパイシャン（ハイチ）[18]
- ミティリーニ（ギリシャ）[18]